# Optikai úthossz
Az optikai úthossz (angol rövidítéssel gyakran OPL, optical path length) az optikában egy távolság dimenziójú mennyiség, mely egy fénysugár által megtett geometriai távolság és a közeg törésmutatójának szorzata. 
Optikai rendszerek tervezésekor gyakran két úthossz különbségét, azaz az optikai úthosszkülönbséget (angol rövidítéssel OPD, optical path difference) tekintik két sugárra, amely alapján bizonyos jelenségek, például diffrakció, fáziseltérés, lencsehibák, stb. értelmezése egyszerűbbé válik.
Koherens nyalábok esetén az optikai úthosszból, illetve két nyaláb esetén ennek különbségéből származtatható ezek fáziskülönbsége, melyet a lézerek, a holográfia és egyéb optikai alkalmazások területén a gyakorlatban is alkalmaznak.

## Fizikai megfogalmazása
Egy optikailag homogén közegben (a törésmutató a közegben állandó) az optikai úthosszat az alábbiak szerint adhatjuk meg:
{\displaystyle OPL=n\cdot l},
ahol {\displaystyle n} a közeg törésmutatója, {\displaystyle l} pedig egy a geometriai úthossz. A vákuumban {\displaystyle (n=1)} az optikai és a geometriai úthossz megegyezik. Az anyagi közegek törésmutatója 1-nél nagyobb, (a vákuumnál optikailag sűrűbbek), így az optikai úthossz nagyobb, mint a tényleges térbeli távolság.
Ha a közegben inhomogenitások vannak, és a vizsgált fénysugár az útja során különböző törésmutatójú tartományokon halad át, az úthosszat az alábbiak szerint fejezhetjük ki:
{\displaystyle OPL_{(S)}=\int \limits _{S}n(s)ds},
azaz az optikai úthossz a térben {\displaystyle s} útvonalon kis {\displaystyle ds} útelemek mentén a törésmutató integrálja.
Optikai rendszerekben gyakran célszerű az optikai úthosszkülönbség meghatározása két sugárra. Ha koherensek, az úthosszkülönbségükből kifejezhető a fáziseltolódásuk. Az úthosszkülönbség egyszerűen két optikai úthossz különbsége:
{\displaystyle OPD=OPL_{1}-OPL_{2}=\int \limits _{S_{1}}n(s)ds-\int \limits _{S_{2}}n(s)ds}

## Kapcsolódó jelenségek
- Koherens nyalábokat különböző optikai sűrűségű közegeken átvetítve a fáziskülönbség interferenciával mérhető.
- A holográfia a koherens nyalábok úthosszkülönbségei miatti fáziseltolódás információinak filmen való rögzítésén és rekonstrukcióján alapul.
- A Fermat-elv értelmében egy optikai rendszerben egy fénynyaláb számára rendelkezésre álló optikai utak közül az valósul meg, mely bejárása extremális (gyakorlati esetekben ez a minimumot jelenti).
- Kettős törő anyagok jellemzője, hogy bennük a két polarizációs irányra nézve más-más törésmutató vonatkozik. Így egy cirkulárisan polarizált nyaláb két polarizációs komponensére különbözik az optikai úthossz, a közegen történő áthaladás közben fáziskülönbség alakul ki a két nyalábkomponens között.